# Gottfried John

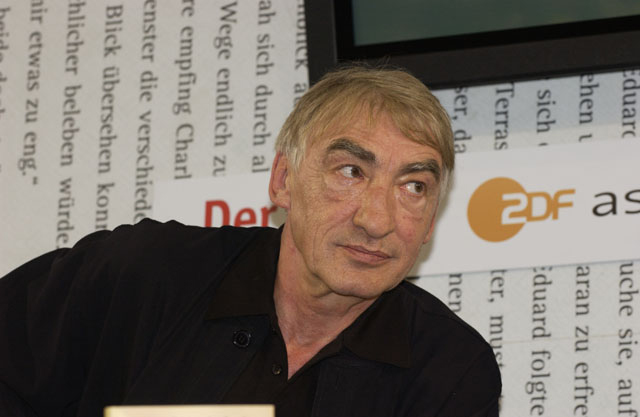
Gottfried John 2003.

Gottfried John, född 29 augusti 1942 i Berlin, död 1 september 2014 i Utting am Ammersee nära München i Bayern, var en tysk skådespelare.

## Filmografi i urval
- 1979 – Maria Brauns äktenskap
- 1980 – Berlin Alexanderplatz (TV-serie) (nio avsnitt)
- 1995 – Goldeneye
- 1996 – Ondskans offer
- 1999 – Asterix och Obelix möter Caesar
- 2000 – Proof of Life
- 2002 – The Gathering Storm
- 2007 – Flood
- 2009 – John Rabe
- 2013 – Rubinrot